# Mena Suvari
Mena Suvari est une actrice américaine née le 13 février 1979 à Newport (Rhode Island).

## Biographie
Mena tient son prénom d’une tante anglaise, elle-même appelée ainsi en référence au Mena Hotel, qui se trouve au pied des pyramides en Égypte. Son nom de famille est d'origine estonienne, elle a également des origines grecques du côté de sa mère. 

### Vie privée
L’actrice s'est mariée en mars 2000 à Robert Brinkmann, réalisateur de 16 ans son aîné.
Le 26 juin 2010, elle se remarie avec Simone Sestito, un producteur de musique italien installé à Los Angeles, ils se sont rencontrés au Festival international du film de Toronto.
Au mois de novembre 2011, elle demande le divorce à Simone Sestito, après seulement 18 mois de mariage, indiquant des "différences irréconciliables".
En octobre 2018, elle a épousé le chef décorateur Michael Hope en troisièmes noces après 2 années de relation.
Mena Suvari est devenue végétarienne pour des raisons qu'elle considère éthiques en 2017,.

### Carrière
Elle commence sa carrière dans les séries télévisées en 1995 avec l'Incorrigible Cory, puis l'année suivante dans Urgences, Haute Tension et Minor Adjustments.
Elle fait ses premiers pas au cinéma en 1997 dans Le Collectionneur de Gary Fleder et Nowhere de Gregg Araki
En 1999, elle incarne la choriste Heather dans American Pie et joue dans Carrie 2 de Katt Shea. Mais c’est avec American Beauty de Sam Mendes, sorti la même année, que sa carrière décolle.
En 2001, elle reprend son rôle dans American Pie 2 et est également présente dans D'Artagnan (avec Justin Chambers, Catherine Deneuve, Jean-Pierre Castaldi et Tim Roth) et Bad Girls, où elle joue aux côtés de Melissa George, Marla Sokoloff et Marley Shelton. 
En 2003, elle tourne sous la direction de Nicolas Cage dans Sonny et de Jonas Akerlund dans Spun. Deux ans plus tard, elle partage l’affiche avec Keira Knightley dans Domino, réalisé par Tony Scott, mais elle joue aussi dans La rumeur court... de Rob Reiner.
En 2007, elle retrouve Stuart Gordon une seconde fois dans Stuck - Instinct de survie et est au casting de Brooklyn Rules de Michael Corrente.
Elle fait son retour à la télévision en 2010, après 6 ans d'absence (sa dernière apparition remontant en 2004 dans Six Feet Under), dans la série Psych : Enquêteur malgré lui. L'année suivante, elle tourne sur la grand écran dans Et maintenant... N'embrassez pas la mariée et Restitution et dans les séries The Cape et American Horror Story.

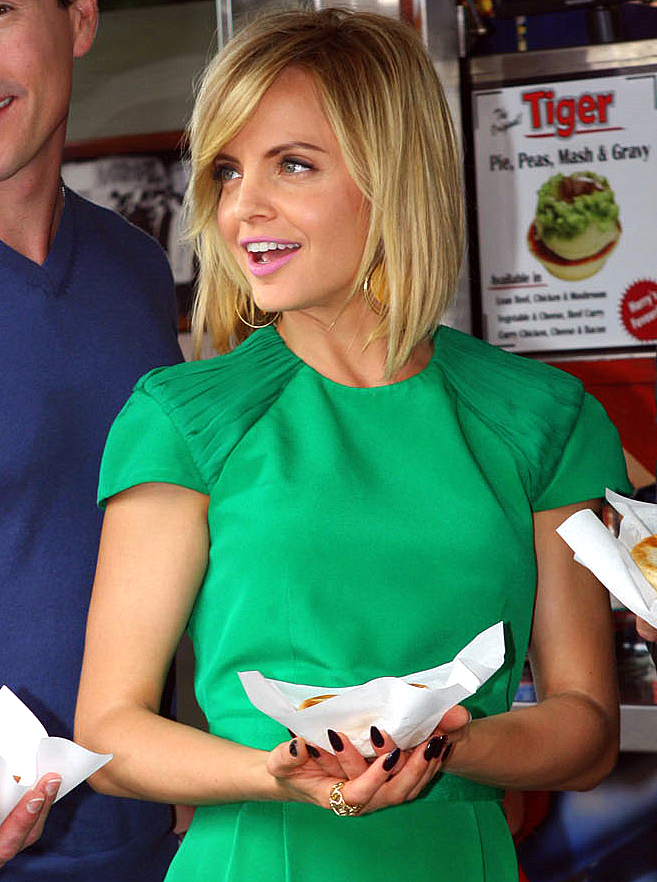
Mena Suvari à l'avant-première dAmerican Pie 4 à Sydney en 2012.

En 2012, elle reprend son rôle dans American Pie 4 réalisé par Jon Hurwitz et Hayden Schlossberg. Deux ans plus tard, elle est présente au casting des films The Opposite Sex et Don't Blink. Elle prête également sa voix lors de plusieurs épisodes de Clarence.

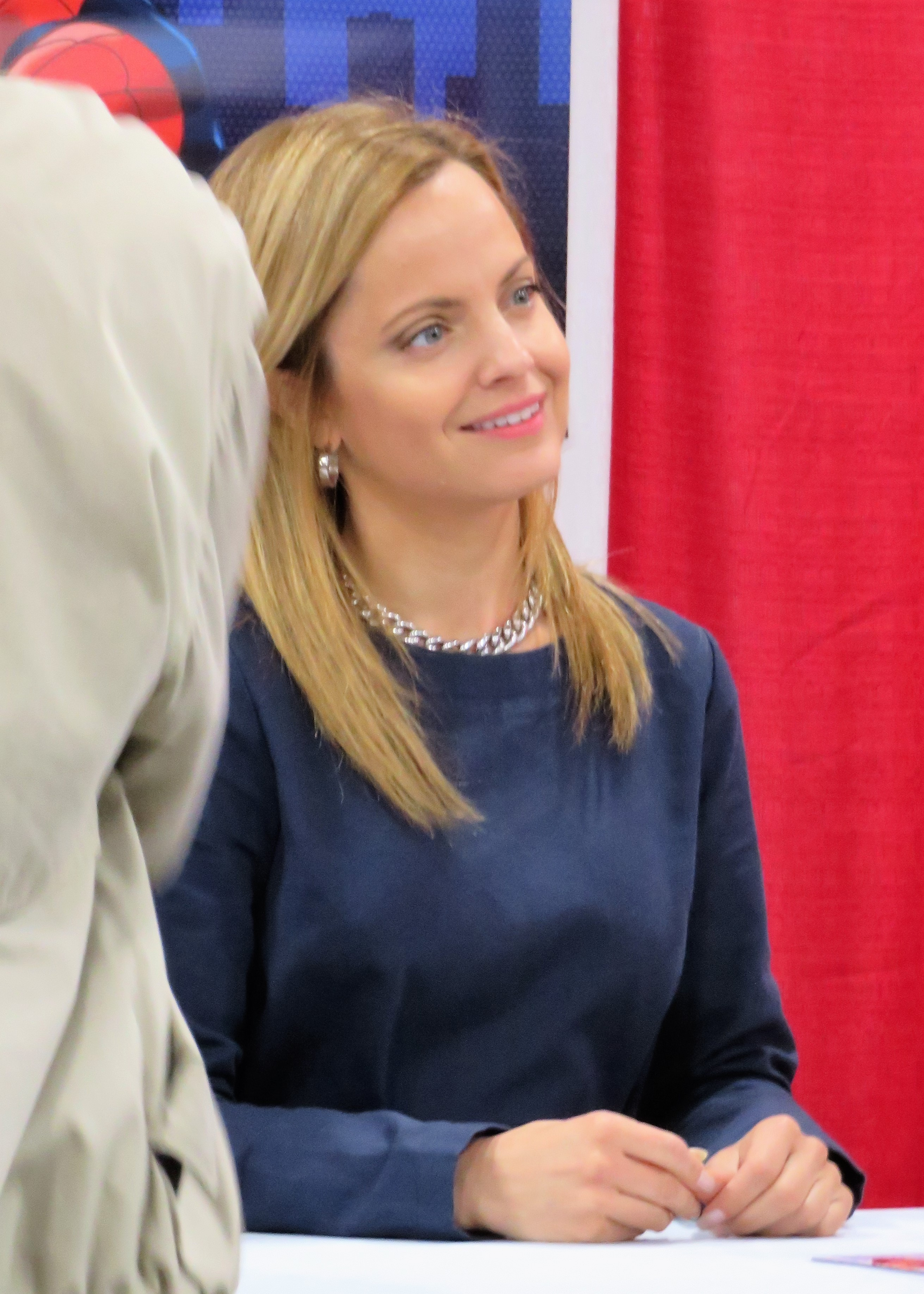
L'actrice en 2017.

En 2017, elle joue dans Becks de Daniel Powell et Elizabeth Rohrbaugh. L'année d'après, elle reprend son rôle dans American Horror Story : Apocalypse et tourne dans American Woman.
En 2020, elle est présente dans le thriller d'Alex McAulay : Don't Tell a Soul avec Fionn Whitehead, Jack Dylan Grazer et Rainn Wilson.

## Filmographie

### Cinéma
- 1997 : Nowhere de Gregg Araki : Zoe
- 1997 : Le Collectionneur (Kiss the Girls) de Gary Fleder : Coty Pierce
- 1998 : Les Taudis de Beverly Hills (Slums of Beverly Hills) de Tamara Jenkins : Rachel Hoffman
- 1999 : Carrie 2 (The Rage : Carrie 2) de Katt Shea : Lisa
- 1999 : American Pie de Paul Weitz : Heather
- 1999 : American Beauty de Sam Mendes : Angela Hayes
- 2000 : Loser d'Amy Heckerling : Dora Diamond
- 2001 : American Pie 2 de James B. Rogers : Heather
- 2001 : D'Artagnan de Peter Hyams : Francesca Bonacieux
- 2001 : Bad Girls (Sugar & Spice) de Francine Mcdougall : Kansas Hill
- 2003 : Sonny de Nicolas Cage : Carol
- 2003 : Spun de Jonas Akerlund : Cookie
- 2004 : Beauty Shop de Bille Woodruff : Joanne
- 2004 : Standing Still de Matthew Cole Weiss : Lana
- 2004 : Trauma de Marc Evans : Charlotte
- 2005 : Edmond de Stuart Gordon : Whore
- 2005 : Domino de Tony Scott : Kimmie
- 2005 : La rumeur court... (Rumor Has It...) de Rob Reiner : Annie Huttinger
- 2006 : Factory Girl de George Hickenlooper : Richie Berlin
- 2006 : Caffeine de John Cosgrove : Vanessa
- 2006 : Le meilleur ami de l'homme (The Dog Problem) de Scott Caan : Jules
- 2007 : Brooklyn Rules de Michael Corrente : Ellen
- 2007 : Stuck - Instinct de survie (Stuck) de Stuart Gordon : Brandi Boski
- 2008 : Le Jour des morts (Day of the Dead) de Steve Miner : Sarah Bowman
- 2008 : Les Mystères de Pittsburgh (The Mysteries of Pittsburgh) de Rawson Marshall Thurber : Phlox Lombardi
- 2008 : The Garden of Eden de John Irvin : Catherine Hill Bourne
- 2011 : Et maintenant... N'embrassez pas la mariée (You May Not Kiss the Bride) de Rob Hedden : Tonya
- 2011 : Restitution de Lance Kawas : Heather
- 2012 : American Pie 4 (American Reunion) de Jon Hurwitz et Hayden Schlossberg : Heather
- 2012 : The Knot de Jesse Lawrence : Sarah
- 2014 : The Opposite Sex de Jonathan Silverman et Jennifer Finnigan : Jane
- 2014 : Don't Blink de Travis Oates : Tracy
- 2015 : Badge of Honor d'�Agustin (es) : Jessica Dawson
- 2017 : Becks de Daniel Powell et Elizabeth Rohrbaugh : Elyse
- 2019 : The Murder of Nicole Brown Simpson de Daniel Farrands : Nicole Brown Simpson
- 2019 : Apparition de Waymon Boone : Anna
- 2021 : Frères Toxiques d'Alex McAulay : Carol
- 2021 : Reagan de Sean McNamara : Jane Wyman
- 2024 : Piégés dans la savane (Prey) de Mukunda Michael Dewil : Sue

### Télévision

#### Séries télévisées
- 1995 : Incorrigible Cory (Boy Meets World) : Laura (1995) / Hilary (1996)
- 1996 : Urgences (ER) : Laura-Lee Armitage
- 1996 : Haute Tension (High Incident) : Jill Marsh
- 1996 : Minor Adjustments : Emily
- 1997 : La Vie à tout prix (Chicago Hope) : Ivy Moore
- 1997 : 413 Hope Street : Crystal
- 2004 : Six Feet Under : Edie
- 2010 : Psych : Enquêteur malgré lui (Psych) : Allison Crowley
- 2011 : The Cape : Tracey Jerrod « Dice »
- 2011 : American Horror Story : Elizabeth Short
- 2013 : Chicago Fire : Isabella
- 2014 : Clarence : La mère de Belson / La grand-mère (voix)
- 2015 : South of Hell : Maria Abascal
- 2018 : American Horror Story : Apocalypse : Elizabeth Short
- 2018 : American Woman : Kathleen Callahan

#### Téléfilms
- 1999 : Atomic Train : Grace Seger
- 2006 : Orpheus de Bruce Beresford : Sue Ellen
- 2008 : Sexe et mensonges à Las Vegas (Sex and Lies in Sin City) de Peter Medak : Sandy Murphy
- 2011 : Plus jamais cela (No Surrender) de Tristan Dubois : Amelia Davis
- 2013 : L'Ombre du harcèlement (Stalkers) de Mark Tonderai : Ivy
- 2013 : Happy Valley d'Adam Shankman : Lizzy
- 2016 : Sacré Père Noël (I'll Be Home For Christmas) de James Brolin : Jackie Foster
- 2017 : Psych : The Movie de Steve Franks (en) : Allison Cowley

### Clip
- 2000 : Teenage Dirtbag de Wheatus

### Doublage

#### Film
- 2005 : Final Fantasy VII Advent Children de Tetsuya Nomura : Aeris Gainsborough

#### Jeux vidéo
- 2005 : Kingdom Hearts 2 : Aeris Gainsborough
- 2007 : Kingdom Hearts 2 : Final Mix+ : Aeris Gainsborough

## Distinctions

### Récompenses
- Young Hollywood Awards 2000 : meilleure distribution pour American pie - partagé avec Jason Biggs, Chris Klein, Thomas Ian Nicholas, Alyson Hannigan, Shannon Elizabeth, Tara Reid, Eddie Kaye Thomas, Seann William Scott et Natasha Lyonne
- Young Hollywood Awards 2000 : meilleure révélation féminine pour American Beauty et American Pie
- Online Film Critics Society Awards 2000 : meilleure distribution pour American Beauty - partagée avec Annette Bening, Wes Bentley, Thora Birch, Chris Cooper, Peter Gallagher, Allison Janney et Kevin Spacey
- Screen Actors Guild Awards 2000 : meilleure distribution pour American Beauty - partagée avec Annette Bening, Wes Bentley, Thora Birch, Chris Cooper, Peter Gallagher, Allison Janney et Kevin Spacey
- Montreal Independent Film Festival 2021 : meilleure actrice pour Fourth Grade

### Nominations
- Awards Circuit Community Awards 1999 : meilleure distribution pour American Beauty - partagée avec Kevin Spacey, Annette Bening, Chris Cooper, Wes Bentley, Thora Birch, Peter Gallagher, Allison Janney et Scott Bakula
- British Academy Film Awards 2000 : meilleure actrice dans un second rôle American Beauty
- Blockbuster Entertainment Awards 2000 : meilleure révélation féminine pour American Beauty et American Pie
- Teen Choice Awards 2000 : meilleure performance féminine pour American Beauty
- Screen Actors Guild Awards 2005 : meilleure distribution pour une série dramatique pour Six Feet Under - partagée avec Lauren Ambrose, Frances Conroy, James Cromwell, Idalis DeLeon, Peter Facinelli, Ben Foster, Sprague Grayden, Rachel Griffiths, Michael C. Hall, Peter Krause, Justina Machado, Freddy Rodríguez, Mathew St. Patrick et Justin Theroux
- Garden State Film Festival 2022 : meilleure actrice pour Fourth Grade

## Voix françaises
En France
| - Céline Mauge dans : - Atomic Train - American Pie 2 - Le Jour des morts - Edwige Lemoine dans : - Six Feet Under (série télévisée) - Chicago Fire (série télévisée) - Psych: The Movie (téléfilm) - Barbara Delsol dans : - American Pie - Plus jamais cela (téléfilm) - American Pie 4 - Sybille Tureau dans : - American Beauty - L'Ombre du harcèlement (téléfilm) - Nathalie Bienaimé dans : - Le meilleur ami de l'homme - Stuck | et aussi - Delphine Braillon dans Haute Tension (série télévisée) - Agathe Schumacher dans La rumeur court... - Valérie Nosrée dans American Horror Story (série télévisée) |